# Campionato nordamericano maschile under 16 di calcio 1985
Il Campionato nordamericano di calcio Under-16 1985 è stata la seconda edizione della competizione omonima organizzata dalla CONCACAF.
Si è tenuto dal 13 al 26 aprile in Messico e ha visto i padroni di casa conquistare il torneo.
Messico e Costa Rica guadagnarono inoltre l’accesso al Campionato mondiale Under-16 1985 che si svolse in Cina. 

## Primo turno

### Gruppo A
| Pos. | Squadra          | Pt | G | V | N | P | GF | GS | DR  |
| ---- | ---------------- | -- | - | - | - | - | -- | -- | --- |
| 1.   | Messico          | 8  | 4 | 4 | 0 | 0 | 27 | 0  | +27 |
| 2.   | Honduras         | 6  | 4 | 3 | 0 | 1 | 11 | 3  | +8  |
| 3.   | Antille Olandesi | 4  | 4 | 2 | 0 | 2 | 7  | 13 | -6  |
| 4.   | Panama           | 2  | 4 | 1 | 0 | 3 | 4  | 19 | -15 |
| 5.   | Guatemala        | 0  | 4 | 0 | 0 | 4 | 3  | 17 | -14 |

| Squadra 1        | Risultato | Squadra 2        |
| ---------------- | --------- | ---------------- |
| Honduras         | 4 - 0     | Panama           |
| Messico          | 9 - 0     | Antille Olandesi |
| Honduras         | 4 - 1     | Guatemala        |
| Messico          | 10 - 0    | Panama           |
| Antille Olandesi | 3 - 1     | Panama           |
| Messico          | 7 - 0     | Guatemala        |
| Antille Olandesi | 3 - 0     | Guatemala        |
| Messico          | 1 - 0     | Honduras         |
| Antille Olandesi | 1 - 3     | Honduras         |
| Panama           | 3 - 2     | Guatemala        |

### Gruppo B
| Pos. | Squadra           | Pt | G | V | N | P | GF | GS | DR |
| ---- | ----------------- | -- | - | - | - | - | -- | -- | -- |
| 1.   | Canada            | 5  | 3 | 2 | 1 | 0 | 10 | 6  | +4 |
| 2.   | Costa Rica        | 4  | 3 | 1 | 2 | 0 | 7  | 5  | +2 |
| 3.   | Trinidad e Tobago | 2  | 3 | 0 | 2 | 1 | 5  | 8  | -3 |
| 4.   | El Salvador       | 1  | 3 | 0 | 1 | 2 | 6  | 9  | -3 |

| Squadra 1         | Risultato | Squadra 2         |
| ----------------- | --------- | ----------------- |
| Trinidad e Tobago | 3 - 3     | El Salvador       |
| Canada            | 3 - 3     | Costa Rica        |
| Canada            | 4 - 1     | Trinidad e Tobago |
| Costa Rica        | 3 - 1     | El Salvador       |
| Costa Rica        | 1 - 1     | Trinidad e Tobago |
| Canada            | 3 - 2     | El Salvador       |

## Secondo turno
| Pos. | Squadra    | Pt | G | V | N | P | GF | GS | DR |
| ---- | ---------- | -- | - | - | - | - | -- | -- | -- |
| 1.   | Messico    | 5  | 3 | 2 | 1 | 0 | 10 | 1  | +9 |
| 2.   | Costa Rica | 5  | 3 | 2 | 1 | 0 | 6  | 3  | +3 |
| 3.   | Canada     | 1  | 3 | 0 | 1 | 2 | 2  | 6  | -4 |
| 4.   | Honduras   | 1  | 3 | 0 | 1 | 2 | 2  | 10 | -8 |

| Squadra 1  | Risultato | Squadra 2  |
| ---------- | --------- | ---------- |
| Costa Rica | 3 - 1     | Honduras   |
| Messico    | 3 - 0     | Canada     |
| Costa Rica | 2 - 1     | Canada     |
| Messico    | 6 - 0     | Honduras   |
| Canada     | 2 - 1     | Honduras   |
| Messico    | 1 - 1     | Costa Rica |

Messico e Costa Rica qualificate al Campionato mondiale Under-16 1985.